# Daniel Stråhle
Daniel Stråhle, född 26 april 1701 i Norrbärke församling, Kopparbergs län, död 20 augusti 1746 i Österlövsta församling, Uppsala län, var en svensk orgelbyggare.
Stråhle var elev till Johan Niclas Cahman och studerade mekanik för Christoffer Polhem. Han var den som införde  stämman Vox virginea i Sverige.
Av hans arbeten  är orgeln i Strömsholms slottskapell bevarad i ursprungligt skick.

## Biografi
Stråhle födde 26 april 1701 på Matsbo i Norrbärke socken, Kopparbergs län och var son till befallningsmannen Petter Stråhle och Susanna Hansdotter. Han studerade flera år hos orgelbyggaren Johan Niclas Cahman i Stockholm där han lärde sig både teori och praxis. Efter att ha studera hos Cahman åkte han utomlands för att studera instrumentbyggeri vidare. När han väl var utomlands fick han rådet att åkahem och studera för Christoffer Polhem i Stjärnsund. Han åkte tillbaka Sverige och studerade för Polhem. Där lärde hans sig både matematik och mekanik. Stråhle gifte sig 1732 med Helena Bolin i Säter. Han ansöker 6 februari 1729 om privilegier i orgelbyggeri. Familjen bodde 1735–1736 i Säter. De flyttade 1743 till Torshälla utanför Eskilstuna. Stråhle avled 1746 på Lövstabruk och begravdes 23 augusti samma år i Lövstabruks kyrka.
Efter Daniel Stråhles död flyttade Agneta Stråhle till Kolbäck och senare till Stockholm.

### Familj[17]
Stråhle gifte sig 19 oktober 1732 med jungfru Helena Bolin (1711–1773) Hon var dotter till bruksinspektor Jonas Bolin och Elisabet Raclits. Bolin gifte om sig med okänd person. Stråhle och Bolin fick tillsammans barnen Elisabet, Petter (född 1735), Jonas (1736–1750), Agneta (född 1740), Susana (född 1744), Helena och Johan Eric (född 1749).

### Gesäller
- 1743–1744 Petter Gren (orgelbyggargesäll)
- Gustaf Gabriel Woltersson
- Eric Löfberg
- 1735 - Jonas Gren.[23]

## Orglar
- 1737 Ljusnarsbergs kyrka

| År          | Ursprunglig kyrka                  | Stift     | Bild | Manualer | Pedal        | Stämmor | Bevarad orgel/fasad | Övrigt |
| ----------- | ---------------------------------- | --------- | ---- | -------- | ------------ | ------- | ------------------- | --- |
| 1724        | Österfärnebo kyrka                 | Uppsala   |      |          |              | 7       | Nej/Nej             | Skänktes 1724 av brukspatron Petter Strandberg till kyrkan och var inköpt från en annan kyrka. Omdisponerad 1738. Utökad med en stämma av Nils Söderström, Nora. Orgeln såldes 1846 till Svartnäs kyrka där den bara delvis kom till användning.                                                                                               |
| 1730        | Torsåkers kyrka, Gästrikland       | Uppsala   |      |          |              | 10      | Nej/Nej             | Reparerades 1758 av Anders Bergstedt, Husby. |
| 1731        | Stavby kyrka                       | Uppsala   |      | 1        |              | 4       | Nej/Nej             | Orgeln förärades av general Anders Gyllenclou och Christina Magdalena Lagercrona. 1759 byggde Carl Holm i Uppsala om orgeln till åtta stämmor (5 stämmor i manual och 3 stämmor i pedalen). Ombyggnationen bekostades av baron Anders Adolph Lagercrona.                                                                                       |
| 1732        | Västanfors kyrka                   | Västerås  |      |          | Nej          | 9       | Nej/Nej             | En orgel skänktes 1732 av bergsrådet Adolph Christiernin och brukspatron Johan Tim. Den var tillverkad av Daniel Stråhle och hade 9 stämmor. 1765 utökades orgeln med Trumpet 8' av Mattias Swahlberg den yngre. Utökades med en stämma och bihängd pedal 1784 av Mattias Swahlberg den yngre.                                                 |
| 1734        | Avesta kyrka                       | Västerås  |      |          |              | 11      | Ja/Nej              | Den 31 januari 1733 kvitterar Daniel Stråhle ut 318 daler kopparmynt. Orgeln flyttades 1885 till Falu missionskyrka där den skadades i en eldsvåda 1983. Den flyttades 1983 till Svärdsjö kyrka för att användas som kororgel. |
| 1731–1736   | Lindesbergs kyrka                  | Västerås  |      | 1        | Självständig | 17      | Nej/Nej             | Förstördes i branden 1869. |
| 1735        | Torpa kyrka, Södermanland          | Strängnäs |      |          |              | 6       |                     | [ 24 ] |
| 1736–1737   | Hedesunda kyrka                    | Uppsala   |      |          |              | 9       | Nej/Ja              | Amnelius inventerade orgelverket. Snickarmästaren Carl Holm hjälpte till att sätta upp orgelverket 1737. Fasaden breddades 1928. |
| 1738        | Svärdsjö kyrka                     | Västerås  |      | 1        |              | 10      | Ja/Ja               | 1738 bygger Daniel Stråhle en orgel med 10 stämmor för 2300 daler. Orgeln omändrades 1774 och 1808 av Fredrik Salling, Svärdsjö och 1872 av Gustaf Wilhelm Becker, Alfta. Orgelns innerverk flyttades 1906 till Bingsjö kyrka och sattes upp där med ny fasad av Jonas Nylander. Den gamla fasaden står kvar i Svärdsjö kyrka.                 |
| 1739        | Kumla kyrka, Västmanland           | Västerås  |      | 1        | Bihängd      | 5       | Ja/Ja               | Ombyggnation, stora delar av pipverket, väderlådan och mekaniken gjordes nya 1739 av Daniel Stråhle. Okänd orgel från 1500-talet. Orgeln flyttades 1775 av Jonas Ekengren, Stockholm från korläktaren till västläktaren. Orgeln reparerades 1792 av Mattias Swahlberg den yngre, Enköping. Byggdes Orgeln flyttades 1819 till Fröslunda kyrka. |
| 1739        | Tortuna kyrka                      | Västerås  |      |          |              | 5       | Ja/Nej              | En ny orgel byggdes för 960 daler. Flyttades 1856 till Skerike kyrka. |
| 1739        | By kyrka, Dalarna                  | Västerås  |      |          |              | 7       | Nej/Nej             | [ 27 ] |
| 1740–1741   | Ulrika Eleonora kyrka              | Uppsala   |      | 2        | Självständig | 26      | Nej/Nej             | |
| 1740        | Söderala kyrka                     | Uppsala   |      |          |              | 9       | Nej/Nej             | [ 28 ] |
| 1742 (1740) | Strömsholms slottskapell           | Strängnäs |      | 1        | Bihängd      | 10      | Ja/Ja               | Mekanisk orgel. Orgeln ska vara bekostad av drottning Ulrika Eleonora. |
| 1744        | Torshälla kyrka                    | Strängnäs |      | 1        |              | 10      | Nej/Ja              | [ 24 ] |
| 1744        | Fogdö kyrka                        | Strängnäs |      |          |              | 7       | Nej/Nej             | [ 24 ] |
| 1744        | Heliga Trefaldighets kyrka, Arboga | Västerås  |      | 2        | Självständig | 27      | Nej/Nej             | |
| 1741        | Älvkarleby kyrka                   | Uppsala   |      | 1        |              | 7       | Nej/Nej             | [ 24 ] |
| 1745–1748   | Bollnäs kyrka                      | Uppsala   |      |          |              |         |                     | Ett kontrakt skrivs med Stråhle på ett orgelverk för 5000 daler och 22 kopparmynt. Organisten Ferdinand Zellbell d.ä. deltog i mötet i Stråhles frånvaro. Orgeln fullbordades aldrig och ett nytt kontrakts skrevs med orgelbyggaren Jonas Gren.                                                                                               |

### Ombyggnation och reparation
| År              | Ursprunglig kyrka        | Stift     | Manualer | Pedal | Stämmor | Bevarad orgel/fasad | Övrigt |
| --------------- | ------------------------ | --------- | -------- | ----- | ------- | ------------------- | --- |
| 1729            | Stora Skedvi kyrka       | Västerås  |          |       |         |                     | Utökade orgeln med pedal och 5 stämmor. |
| 1731 eller 1727 | Säters kyrka, Dalarna    | Västerås  |          |       |         |                     | Reparerar orgeln och sätter i kvinta 3'. |
| 1733            | Vika kyrka               | Västerås  |          |       | 5       |                     | 1614 byggde Paul Müller en orgel med 5 stämmor. Den reparerades 1725 av Johan Petter Roos och 1733 av Daniel Stråhle. En ny orgel byggdes 1769 av Mattias Swahlberg den yngre.                                  |
| 1735            | Norrbärke kyrka          | Västerås  |          |       |         |                     | Den 24 augusti 1735 reparerade Stråhle orgeln tillsammans med en gesäll. De bodde då hos organisten Jacob Husselius.                                                                                            |
| 1738            | Karlholms kyrka          | Uppsala   |          |       |         |                     | Reparerar ett orgelpositiv från 1737. |
| 1739            | Östervåla kyrka          | Uppsala   |          |       | 9       | Nej/Nej             | Tillbyggde orgeln med en stämma. Orgeln var byggd 1705 av Isac Risberg. |
| 1739            | Möklinta kyrka           | Västerås  |          |       |         |                     | 1739 reparerade Stråhle orgeln. Den var byggd 1644 av en okänd orgelbyggare och hade 8 stämmor. 1758 reparerade Petter Stråhle orgeln.                                                                          |
| 1739            | Kumla kyrka, Västmanland | Västerås  | 1        |       | 5       |                     | Orgelverket reparerades första gången 1650 av okänd person. 1739 renoverade Stråhle orgeln som då hade 5 stämmor.                                                                                               |
| 1740            | Stora Tuna kyrka         | Västerås  |          |       |         |                     | Renovering. |
| 1745            | Strängnäs domkyrka       | Strängnäs |          |       |         | Nej/Nej             | Ombyggnation. |
| 1744            | Jäders kyrka             | Strängnäs |          |       | 10      | Nej/Ja              | Utökade en orgel med två stämmor (Trumpet 8' och Vox humana). Byggd 1697 av Georg Woitzig, Stockholm. Orgeln flyttades 1866 till Stenkvista kyrka av Anders Petter Halldén, Munktorp.                           |
| Okänt år        | Munktorps kyrka          | Västerås  | 1        |       | 9       |                     | 1642 byggdes ett nytt orgelverk av Jöran orgelbyggare från Stockholm (förmodligen (Göran Spett) för 900 daler. Han dog 1655 och orgeln fullbordas av Frans Bohl. Orgeln har blivit reparerad av Daniel Stråhle. |

## Klavikord
Klavikord byggda av Daniel Stråhle.
| År         | Bild | Omfång | Klaverstämpel | Kortal | Oktavbredd | Vågbalk | Bakre tangentstyrning | Ådring  | Övrigt |
| ---------- | ---- | ------ | ------------- | ------ | ---------- | ------- | --------------------- | ------- | --- |
| 1738       |      | c-d3   | Lilja         | 2      | 165        | 2       | Fena av horn          | Par./30 | Klavikordet är 159,2 cm långt och 51,8 cm brett. Den står i Nordiska museet, Stockholm. Signerad: Daniel Stråhle Fecit Anno 1738. |
| 1740-talet |      | c-d3   | Lilja         | 2      | 158        | 1       | Fena av mässing       | 135/70  | Klavikordet är 141,2 cm långt och 46,6 cm brett. Den står i Valla friluftsmuseum, Västerås.                                       |
| 1740-talet |      | c-d3   | (Lilja)       | 2      | 163        | 1       | Stift av järn         | 135/80  | Klavikordet är 140 cm långt och 43,8 cm brett. Den står idag i Normlösa kyrka.                                                    |